# Pikkjärv
Pikkjärv (est. Pikkjärv (Viitna Pikkjärv)) – jezioro w Estonii, w prowincji Virumaa Zachodnia, w gminie Kadrina. Położone jest na południe od wsi Viitna. Ma powierzchnię 16,1 ha, linię brzegową o długości 2701 m, długość 940 m i szerokość 250 m. Jest otoczone lasem. Położone jest na terenie obszaru chronionego krajobrazu Viitna (est. Viitna maastikukaitseala). Sąsiaduje z jeziorami Viitna Linajärv i  Nabudijärv. Na jeziorze znajdują się 3 wysepki o powierzchni 0,29 ha.